# Aqua Blue Sport
L'equip Aqua Blue Sport (codi UCI: ABS) és un equip ciclista irlandès creat el 2017 sobre la base d'un equip amateur. El primer any ja obté la categoria continental professional.

## Principals victòries

### Curses per etapes
- Volta a Àustria: Stefan Denifl (2017)

### Grans Voltes
- Tour de França
  - 0 participacions

- Giro d'Itàlia
  - 0 participacions

- Volta a Espanya
  - 1 participació (2017)
  - 1 victòria d'etapa
    - 1 el 2017: Stefan Denifl

### Campionats nacionals
- Campionat dels Estats Units en ruta: 2017 (Larry Warbasse)
- Campionat d'Irlanda en ruta: 2018 (Conor Dunne)

## Composició de l'equip
| \| Llista de l'equip 2017 \| Llista de l'equip 2017 \| Llista de l'equip 2017 \| Llista de l'equip 2017 \| \| Ciclista \| Data de naixement \| Equip previ \| \| \| --------------------------------------- \| ---------------------- \| ---------------------------------- \| ---------------------- \| \| Adam Blythe \| 1 de octubre de 1989 \| Tinkoff (2016) \| \| \| Matthew Brammeier \| 7 de juny de 1985 \| Dimension Data (2016) \| \| \| Mark Christian \| 20 de novembre de 1990 \| Team Wiggins (2016) \| \| \| Stefan Denifl \| 22 de setembre de 1987 \| IAM Cycling (2016) \| \| \| Conor Dunne \| 22 de gener de 1992 \| JLT Condor (2016) \| \| \| Andrew Fenn \| 1 de juliol de 1990 \| Team Sky (2016) \| \| \| Aaron Gate \| 26 de novembre de 1990 \| An Post-ChainReaction (2016) \| \| \| Lasse Norman Hansen \| 11 de febrer de 1992 \| Stölting Service Group (2016) \| \| \| Leigh Howard \| 18 de octubre de 1989 \| IAM Cycling (2016) \| \| \| Martyn Irvine \| 6 de juny de 1985 \| Madison Genesis (2015) \| \| \| Peter Koning \| 3 de desembre de 1990 \| Drapac Professional Cycling (2016) \| \| \| Michel Kreder \| 15 de agost de 1987 \| Roompot-Oranje Peloton (2016) \| \| \| Lars Petter Nordhaug \| 14 de maig de 1984 \| Team Sky (2016) \| \| \| Daniel Pearson \| 26 de febrer de 1994 \| Team Wiggins (2016) \| \| \| Lawrence Warbasse \| 28 de juny de 1990 \| IAM Cycling (2016) \| \| \| Calvin Watson \| 6 de gener de 1993 \| An Post-ChainReaction (2016) \| \| \| \| \| \| \| \| Fonts: ProCyclingStats Cycling Quotient \| \| \| \| |                        |                                    |  |
| Llista de l'equip 2017 |                        |                                    |  |
| Ciclista | Data de naixement      | Equip previ                        |  |
| Adam Blythe | 1 de octubre de 1989   | Tinkoff (2016)                     |  |
| Matthew Brammeier | 7 de juny de 1985      | Dimension Data (2016)              |  |
| Mark Christian | 20 de novembre de 1990 | Team Wiggins (2016)                |  |
| Stefan Denifl | 22 de setembre de 1987 | IAM Cycling (2016)                 |  |
| Conor Dunne | 22 de gener de 1992    | JLT Condor (2016)                  |  |
| Andrew Fenn | 1 de juliol de 1990    | Team Sky (2016)                    |  |
| Aaron Gate | 26 de novembre de 1990 | An Post-ChainReaction (2016)       |  |
| Lasse Norman Hansen | 11 de febrer de 1992   | Stölting Service Group (2016)      |  |
| Leigh Howard | 18 de octubre de 1989  | IAM Cycling (2016)                 |  |
| Martyn Irvine | 6 de juny de 1985      | Madison Genesis (2015)             |  |
| Peter Koning | 3 de desembre de 1990  | Drapac Professional Cycling (2016) |  |
| Michel Kreder | 15 de agost de 1987    | Roompot-Oranje Peloton (2016)      |  |
| Lars Petter Nordhaug | 14 de maig de 1984     | Team Sky (2016)                    |  |
| Daniel Pearson | 26 de febrer de 1994   | Team Wiggins (2016)                |  |
| Lawrence Warbasse | 28 de juny de 1990     | IAM Cycling (2016)                 |  |
| Calvin Watson | 6 de gener de 1993     | An Post-ChainReaction (2016)       |  |
| |                        |                                    |  |
| Fonts: ProCyclingStats Cycling Quotient |                        |                                    |  |

| \| Llista de l'equip 2018 \| Llista de l'equip 2018 \| Llista de l'equip 2018 \| Llista de l'equip 2018 \| \| Ciclista \| Data de naixement \| Equip previ \| \| \| ---------------------------------------- \| ---------------------- \| ---------------------------------- \| ---------------------- \| \| Shane Archbold \| 2 de febrer de 1989 \| Bora-Hansgrohe (2017) \| \| \| Adam Blythe \| 1 de octubre de 1989 \| Tinkoff (2016) \| \| \| Matthew Brammeier (1 de gen–26 de juny) \| 7 de juny de 1985 \| Dimension Data (2016) \| \| \| Mark Christian \| 20 de novembre de 1990 \| Team Wiggins (2016) \| \| \| Stefan Denifl \| 22 de setembre de 1987 \| IAM Cycling (2016) \| \| \| Edward Dunbar (1 de gen–12 de set, Nota) \| 1 de setembre de 1996 \| Axeon-Hagens Berman (2017) \| \| \| Conor Dunne \| 22 de gener de 1992 \| JLT Condor (2016) \| \| \| Andrew Fenn \| 1 de juliol de 1990 \| Team Sky (2016) \| \| \| Aaron Gate \| 26 de novembre de 1990 \| An Post-ChainReaction (2016) \| \| \| Lasse Norman Hansen \| 11 de febrer de 1992 \| Stölting Service Group (2016) \| \| \| Peter Koning \| 3 de desembre de 1990 \| Drapac Professional Cycling (2016) \| \| \| Michel Kreder \| 15 de agost de 1987 \| Roompot-Oranje Peloton (2016) \| \| \| Daniel Pearson \| 26 de febrer de 1994 \| Team Wiggins (2016) \| \| \| Casper Pedersen \| 15 de març de 1996 \| Giant-Castelli (2017) \| \| \| Lawrence Warbasse \| 28 de juny de 1990 \| IAM Cycling (2016) \| \| \| Calvin Watson \| 6 de gener de 1993 \| An Post-ChainReaction (2016) \| \| \| \| \| \| \| \| Fonts: ProCyclingStats Cycling Quotient \| \| \| \|Nota: Edward Dunbar, canvi d'equip |                        |                                    |  |
| Llista de l'equip 2018 |                        |                                    |  |
| Ciclista | Data de naixement      | Equip previ                        |  |
| Shane Archbold | 2 de febrer de 1989    | Bora-Hansgrohe (2017)              |  |
| Adam Blythe | 1 de octubre de 1989   | Tinkoff (2016)                     |  |
| Matthew Brammeier (1 de gen–26 de juny) | 7 de juny de 1985      | Dimension Data (2016)              |  |
| Mark Christian | 20 de novembre de 1990 | Team Wiggins (2016)                |  |
| Stefan Denifl | 22 de setembre de 1987 | IAM Cycling (2016)                 |  |
| Edward Dunbar (1 de gen–12 de set, Nota) | 1 de setembre de 1996  | Axeon-Hagens Berman (2017)         |  |
| Conor Dunne | 22 de gener de 1992    | JLT Condor (2016)                  |  |
| Andrew Fenn | 1 de juliol de 1990    | Team Sky (2016)                    |  |
| Aaron Gate | 26 de novembre de 1990 | An Post-ChainReaction (2016)       |  |
| Lasse Norman Hansen | 11 de febrer de 1992   | Stölting Service Group (2016)      |  |
| Peter Koning | 3 de desembre de 1990  | Drapac Professional Cycling (2016) |  |
| Michel Kreder | 15 de agost de 1987    | Roompot-Oranje Peloton (2016)      |  |
| Daniel Pearson | 26 de febrer de 1994   | Team Wiggins (2016)                |  |
| Casper Pedersen | 15 de març de 1996     | Giant-Castelli (2017)              |  |
| Lawrence Warbasse | 28 de juny de 1990     | IAM Cycling (2016)                 |  |
| Calvin Watson | 6 de gener de 1993     | An Post-ChainReaction (2016)       |  |
| |                        |                                    |  |
| Fonts: ProCyclingStats Cycling Quotient |                        |                                    |  |

## Classificacions UCI
L'equip participa en les proves dels circuits continentals i principalment en les curses del calendari de l'UCI Europa Tour.
UCI Amèrica Tour
| Temporada | Classificació per equips | Millor ciclista en la classificació individual |
| --------- | ------------------------ | ---------------------------------------------- |
| 2017      | 27è                      | Lawrence Warbasse (37è)                        |
| 2018      | 33è                      | Lawrence Warbasse (188è)                       |

UCI Àsia Tour
| Temporada | Classificació per equips | Millor ciclista en la classificació individual |
| --------- | ------------------------ | ---------------------------------------------- |
| 2017      | 80è                      | Daniel Pearson (356è)                          |
| 2018      | 67è                      | Daniel Pearson (268è)                          |

UCI Europa Tour
| Temporada | Classificació per equips | Millor ciclista en la classificació individual |
| --------- | ------------------------ | ---------------------------------------------- |
| 2017      | 22è                      | Adam Blythe (93è)                              |
| 2018      | 20è                      | Adam Blythe (83è)                              |

UCI Oceania Tour
| Temporada | Classificació per equips | Millor ciclista en la classificació individual |
| --------- | ------------------------ | ---------------------------------------------- |
| 2017      | 14è                      | Aaron Gate (32è)                               |
| 2018      | 8è                       | Aaron Gate (43è)                               |